# Leichtathletik-Europameisterschaften 1958/110 m Hürden der Männer

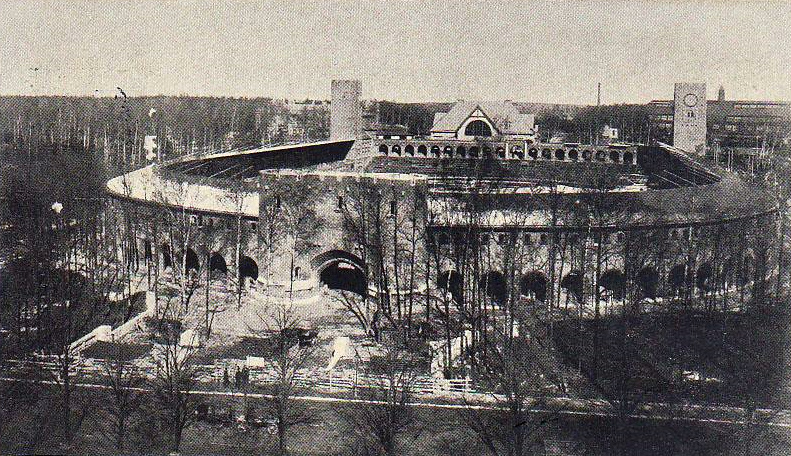
Ansichtskarte des Stockholmer Olympiastadions aus dem Jahr 1912

Der 110-Meter-Hürdenlauf der Männer bei den Leichtathletik-Europameisterschaften 1958 wurde vom 22. bis 24. August 1958 im Stockholmer Olympiastadion ausgetragen.
Europameister wurde der deutsche Läufer Martin Lauer. Er gewann vor dem Jugoslawen Stanko Lorger. Bronze ging an Anatoli Michailow aus der Sowjetunion.

## Rekorde

### Bestehende Rekorde
| Weltrekord           | 13,4 s | Jack Davis   | Bakersfield, USA                                 | 22. Juni 1956     |
| Europarekord         | 13,7 s | Martin Lauer | Köln, BR Deutschland (heute Deutschland)         | 31. Juli 1957     |
| Europarekord         | 13,7 s | Martin Lauer | Ludwigshafen, BR Deutschland (heute Deutschland) | 7. August 1957    |
| Europarekord         | 13,7 s | Martin Lauer | Köln, BR Deutschland (heute Deutschland)         | 9. Juli 1958      |
| Europarekord         | 13,7 s | Martin Lauer | Augsburg, BR Deutschland (heute Deutschland)     | 13. Juli 1958     |
| Europarekord         | 13,7 s | Martin Lauer | Hannover, BR Deutschland (heute Deutschland)     | 19. Juli 1958     |
| Meisterschaftsrekord | 14,3 s | Don Finlay   | EM Paris, Frankreich                             | 4. September 1938 |

### Rekordverbesserungen
Europameister  Martin Lauer verbesserte den bestehenden EM-Rekord bei diesen Europameisterschaften zweimal:
- 14,2 s – Vorlauf, 22. August
- 13,7 s – Finale, 24. August

Mit seinem neuen Meisterschaftsrekord egalisierte Martin Lauer gleichzeitig seinen eigenen Europarekord zum sechsten Mal.

## Vorrunde
22. August 1958, 10.00 Uhr
Die Vorrunde wurde in vier Läufen durchgeführt. Die ersten drei Athleten pro Lauf – hellblau unterlegt – qualifizierten sich für das Halbfinale.

### Vorlauf 1
Wind: +1,1 m/s
| Platz | Name            | Nation      | Zeit (s) |
| ----- | --------------- | ----------- | -------- |
| 1     | Martin Lauer    | Deutschland | 14,2 CR  |
| 2     | Tor Olsen       | Norwegen    | 14,8     |
| 3     | Nereo Svara     | Italien     | 15,0     |
| 4     | Milad Petrušić  | Jugoslawien | 15,2     |
| 5     | Eamonn Kinsella | Irland      | 15,3     |
| DNS   | Walter Tschudi  | Schweiz     |          |

### Vorlauf 2
Wind: +0,2 m/s
| Platz | Name               | Nation         | Zeit (s) |
| ----- | ------------------ | -------------- | -------- |
| 1     | Anatoli Michailow  | Sowjetunion    | 14,5     |
| 2     | Peter Hildreth     | Großbritannien | 14,5     |
| 3     | Jacques Dohen      | Frankreich     | 14,9     |
| 4     | Peter Nederhand    | Niederlande    | 14,9     |
| 5     | Lars Bergland      | Schweden       | 15,3     |
| 6     | Ioannis Kambadelis | Griechenland   | 15,3     |

### Vorlauf 3
Wind: +1,1 m/s
| Platz | Name               | Nation           | Zeit (s) |
| ----- | ------------------ | ---------------- | -------- |
| 1     | Stanko Lorger      | Jugoslawien      | 14,4     |
| 2     | Georgios Marsellos | Griechenland     | 14,8     |
| 3     | Eef Kamerbeek      | Niederlande      | 14,8     |
| 4     | Ivan Veselský      | Tschechoslowakei | 15,0     |
| 5     | Edward Bugała      | Polen            | 15,3     |
| 6     | Heinrich Staub     | Schweiz          | 15,5     |

### Vorlauf 4
Wind: +0,5 m/s
| Platz | Name             | Nation      | Zeit (s) |
| ----- | ---------------- | ----------- | -------- |
| 1     | Giorgio Mazza    | Italien     | 14,5     |
| 2     | Kenneth Johanson | Schweden    | 14,6     |
| 3     | Günter Brand     | Deutschland | 15,6     |
| 4     | Georges Salmon   | Belgien     | 15,6     |

## Halbfinale
23. August 1958, 15.00 Uhr
In den beiden Halbfinalläufen qualifizierten sich die jeweils ersten drei Athleten – hellblau unterlegt – für das Finale.

### Lauf 1

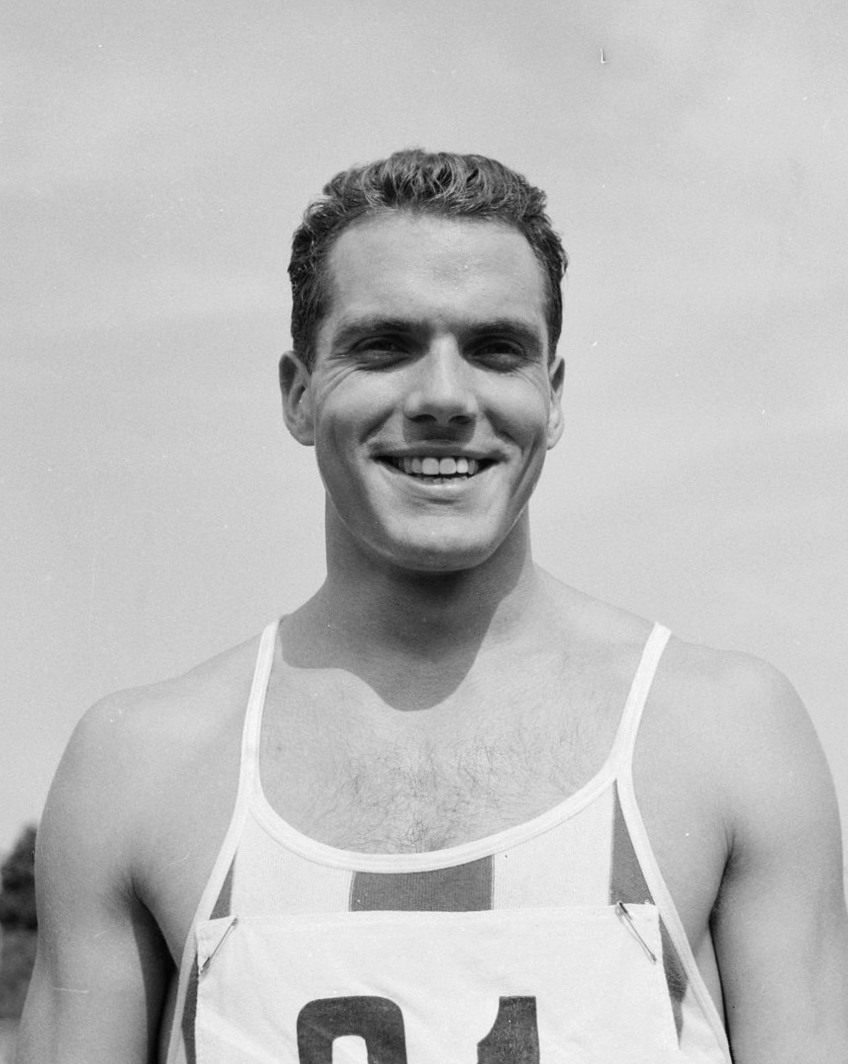
Eef Kamerbeek schied als Sechster des ersten Semifinallaufs aus

Wind: +0,9 m/s
| Platz | Name              | Nation         | Zeit (s) |
| ----- | ----------------- | -------------- | -------- |
| 1     | Martin Lauer      | Deutschland    | 14,5     |
| 2     | Peter Hildreth    | Großbritannien | 14,9     |
| 3     | Anatoli Michailow | Sowjetunion    | 14,9     |
| 4     | Tor Olsen         | Norwegen       | 14,9     |
| 5     | Nereo Svara       | Italien        | 15,0     |
| 6     | Eef Kamerbeek     | Niederlande    | 15,1     |

### Lauf 2
Wind: +1,6 m/s
| Platz | Name               | Nation       | Zeit (s) |
| ----- | ------------------ | ------------ | -------- |
| 1     | Stanko Lorger      | Jugoslawien  | 14,4     |
| 2     | Giorgio Mazza      | Italien      | 14,7     |
| 3     | Kenneth Johanson   | Schweden     | 14,8     |
| 4     | Jacques Dohen      | Frankreich   | 14,9     |
| 5     | Georgios Marsellos | Griechenland | 15,0     |
| 6     | Günter Brand       | Deutschland  | 15,1     |

## Finale

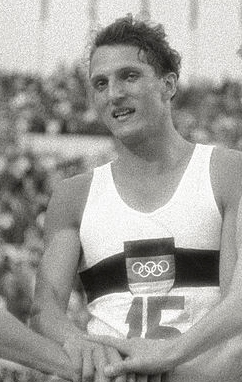
Europarekordler Martin Lauer wurde seiner Favoritenrolle vollauf gerecht
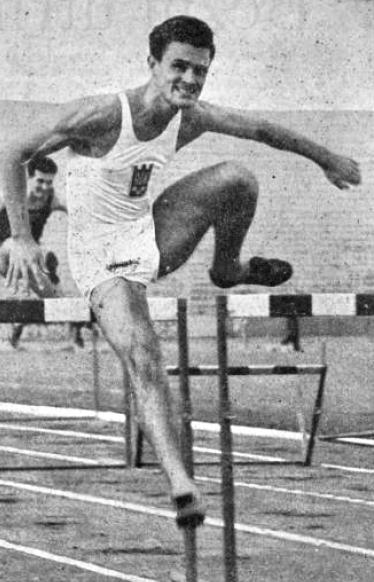
Vizeeuropameister Stanko Lorger
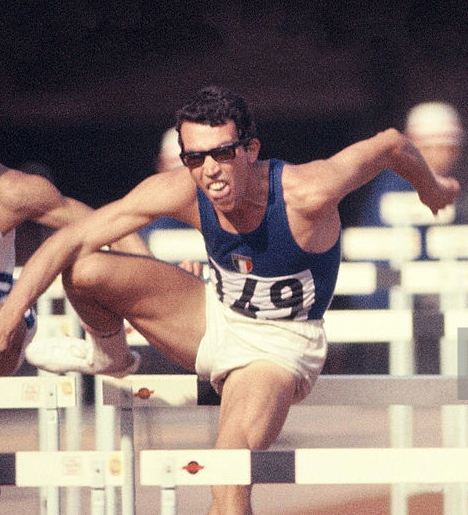
Giorgio Mazza erreichte Platz fünf

24. August 1958, 14.20 Uhr
Wind: +0,8 m/s
| Platz | Name              | Nation         | Zeit (s) |
| ----- | ----------------- | -------------- | -------- |
| 1     | Martin Lauer      | Deutschland    | 13,7 ERe |
| 2     | Stanko Lorger     | Jugoslawien    | 14,1     |
| 3     | Anatoli Michailow | Sowjetunion    | 14,4     |
| 4     | Peter Hildreth    | Großbritannien | 14,4     |
| 5     | Giorgio Mazza     | Italien        | 14,6     |
| 6     | Kenneth Johanson  | Schweden       | 14,7     |